# Fox-Gleichung
Die Fox-Gleichung ist eine Gleichung zur Beschreibung der Glasübergangstemperatur von Mischungen mit zwei Komponenten in Abhängigkeit von den jeweiligen Massenanteilen. Die Fox-Gleichung beruht auf der Annahme, dass bestimmte Eigenschaften eines Copolymers, z. B. das spezifische Volumen, die molare Kohäsionsenergie oder die Kettensteifigkeit, additive Kombinationen der Eigenschaften der entsprechenden Homopolymere sind.

## Eigenschaften
Eine Methode zur Änderung der Glasübergangstemperatur besteht darin, dem Polymer eine kleine Menge eines niedermolekularen Verdünnungsmittels, allgemein als Weichmacher bekannt, zuzusetzen. Das Vorhandensein eines niedermolekularen Additivs vergrößert das freie Volumen des Systems und senkt somit die Glasübergangstemperatur des Gemisches {\displaystyle T_{\rm {g}}}, was gummiartige Eigenschaften bei niedrigeren Temperaturen ermöglicht. Dieser Effekt wird mit der Fox-Gleichung beschrieben. Die Fox-Gleichung lautet:
{\displaystyle {1 \over T_{\rm {g}}}={w_{1} \over T_{\rm {g_{1}}}}+{w_{2} \over T_{\rm {g_{2}}}}}
mit {\displaystyle w_{1}} und {\displaystyle w_{2}} als die Massenanteile der beiden Komponenten, {\displaystyle T_{\rm {g_{1}}}} und {\displaystyle T_{\rm {g_{2}}}} als Glasübergangstemperatur der beiden Komponenten (die von Wasser liegt bei −135 °C). Im Gegensatz zur Gordon-Taylor-Gleichung berücksichtigt die Flory-Fox-Gleichung intermolekulare Wechselwirkungen nicht. Die Flory-Fox-Gleichung dient als Modell für die Änderung der Glasübergangstemperatur in einem bestimmten Molekulargewichtsbereich. Im Allgemeinen ist die Genauigkeit der Fox-Gleichung sehr gut und wird üblicherweise auch zur Vorhersage der Glasübergangstemperatur in (mischbaren) Polymermischungen und statistischen Copolymeren verwendet.
Systeme, die der Fox-Gleichung folgen, gelten als gut und gleichmäßig gemischt, während Systeme, die davon abweichen, insbesondere solche mit zwei Glasübergangstemperaturen, als schlecht gemischt gelten.

## Geschichte
Die Fox-Gleichung wurde 1956 von Thomas G. Fox veröffentlicht. Vom gleichen Urheber wurde 1950 auch die Flory-Fox-Gleichung aufgestellt.